# Кубасов, Алексей Фёдорович
Алексей Федорович Кубасов (28 января 1905, Нижний Новгород, Российская империя — 24 мая 1984, Москва, СССР) — советский военачальник, генерал-лейтенант (18.02.1958).

## Биография
Родился 28 января 1905 года в городе Нижний Новгород, Российская империя. Русский. До призыва в армию Кубасов работал конторщиком в Нижегородском уездном продовольственном комиссариате, с ноября 1922 года — делопроизводителем в Нижегородском губернском транспортно-материальном отделе, с января 1925 года — счетоводом в Нижегородском полиграфическом отделе.

### Военная служба

#### Межвоенные годы
28 ноября 1927 года призван в РККА и направлен в команду одногодичников при 111-м Черкасском стрелковом полку 37-й Новочеркасской стрелковой дивизии БВО, после её окончания с июня 1928 года проходил службу в том же полку помощником командира взвода и старшиной. В 1929 году выдержал экстерном экзамен за Объединенную Белорусскую военную школу им. ЦИК Белорусской ССР, по возвращении в полк с октября проходил службу командиром стрелкового взвода и взвода полковой школы, помощником командира и командиром роты, помощником начальника штаба и начальником штаба батальона, начальником полковой школы. В августе 1939 года с полком и дивизией убыл в город Омск (в связи с событиями на р. Халхин-Гол).
21 октября 1939 года капитан Кубасов был назначен начальником 2-го (разведывательного) отделения штаба этой же 37-й
стрелковой дивизии. В этой должности участвовал в Советско-финляндской войне 1939—1940 гг. на питкярантском направлении. После окончания боевых действий продолжал служить в той же дивизии начальником разведотделения и начальником дивизионных курсов младших лейтенантов. В августе она прибыла в ЗапОВО и включена в 21-й стрелковый корпус. Указом Президиума Верховного Совета СССР от 22 февраля 1941 года за бои с белофиннами капитан Кубасов был награждён орденом Красной Звезды.

#### Великая Отечественная война
Начало войны встретил в должности начальника оперативного отделения штаба этой же 37-й стрелковой дивизии. В составе 21-го стрелкового корпуса 13-й армии участвовал с ней в приграничном сражении на Западном фронте (в Минском УРе). С июля 1941 года исполнял должность начальника разведотдела штаба 21-го стрелкового корпуса. После выхода из окружения в августе капитан Кубасов был прикомандирован к разведывательному отделу штаба Брянского фронта, а в сентябре назначен начальником оперативного отделения штаба 269-й стрелковой дивизии. С 30 сентября её части в составе 3-й армии участвовали в Орловско-Брянской оборонительной операции, в ходе которой были окружены. В октябре 1941 года начальник 1-го отделения штаба 269-й стрелковой дивизии Брянского фронта капитан Кубасов при прорыве обороны противника и выходе из окружения в районе КЛИНСКОЕ—ЛИТОВНЯ вел основную колонну дивизии. Несмотря на огонь противника вывел колонну ночью, умело провел её между опорными пунктами противника. 20 октября 1941 года на переправе у ЯСНОЙ ПОЛЯНЫ прорываясь из окружения Кубасов проявил исключительную храбрость, под сильным минометным огнём в течение шести часов руководил переправой частей дивизии. Когда основные части дивизии прорвались собрал их в один отряд и вывел из окружения. За эту боевую операцию был представлен к ордену Ленина, но Приказом по Брянскому фронту № 11/н от 31.01.1942 был награждён орденом Красной Звезды.
С ноября 1941 года исполнял должность начальника штаба 269-й стрелковой дивизии. В первой половине декабря она в составе 3-й армии участвовала в Елецкой наступательной операции и освобождении города Ефремов. Продолжая наступать, её части к концу декабря вышли на правый берег реки Зуша восточнее Орла, где перешли к обороне. С июня 1942 года исполнял должность заместителя командира дивизии, с 10 по 17 ноября временно командовал этой дивизией. С 15 февраля по 12 марта 1943 года она вела бои местного значения у реки Неручь южнее города Новосиль, затем перешла к обороне и активных действий не вела. В октябре 1942 года присвоено воинское звание полковник, таким образом Кубасов меньше чем за год прошёл путь от капитана до полковника.
14 июля 1943 года допущен к командованию 235-й стрелковой дивизией и участвовал с ней в Орловской наступательной операции. Полковник Кубасов сумел правильно организовать взаимодействие родов войск и создать наступательный порыв всего личного состава дивизии на выполнение поставленных задач Военным Советом 3-й армии по прорыву сильно укрепленной оборонительной полосы противника, в результате чего части дивизии прорвали сильно укрепленную оборонительною полосу противника на реке Зуша в районе Измайлово. Ломая ожесточенное сопротивление противника и отражая яростные контратаки, нанесли большие потери противнику в живой силе и технике, за период с 12 по 22 июля 1943 года продвинулись в глубину вражеской обороны на 40 км, и освободили свыше 50 населенных пунктов, уничтожив 2000 солдат и офицеров противника. Приказом по войскам Брянского фронта № 53/н от 27.07.1943 был награждён орденом Красного Знамени.
С 28 июля переведен на должность командира прежней 269-й стрелковой дивизии. После освобождения Орла (5 августа) она совершила 50-километровый марш, затем форсировала реку Лубна и перерезала две шоссейные дороги на Карачев. С 17 августа по 22 сентября 1943 года дивизия находилась в резерве 3-й армии, затем участвовала в Брянской наступательной операции. С 1 октября она находилась в обороне на реке Сож в районе Костюковичи, затем на реке Проня под Пропойском. С 18 ноября дивизия находилась во втором эшелоне армии, а с 24 ноября участвовала в Гомельско-Речицкой наступательной операции. К 1 декабря её части вышли к Днепру, а с 7 декабря вели бои по ликвидации плацдарма немцев на восточном берегу реки. Приказом по войскам Белорусского фронта от 24.12.1943	генерал-майор Кубасов был награждён орденом Красного Знамени.
В январе — феврале 1944 г. дивизия занимала оборону по восточному берегу реки Днепр, затем участвовала в Рогачёвско-Жлобинской наступательной операции. Приказом ВГК от 26.02.1944 за освобождение города Рогачёв ей было присвоено наименование «Рогачёвская». В дальнейшем она до 20 июня находилась в обороне по реке Друть, затем участвовала в Белорусской, Бобруйской и Белостокской наступательных операциях. За отличное руководство дивизией умелую организацию взаимодействия пехоты, артиллерии и танковых частей, принятие смелых и своевременных решений на поле боя, проявленный героизм и находчивость, что обеспечило с малыми потерями, выполнение задачи по форсированию реки Днепр, комдив Кубасов был представлен командиром 41-го стрелкового корпуса генерал-майором Урбановичем к званию Героя Советского Союза, данное представление поддержал командующий 3-й армии генерал-лейтенант Горбатов, однако командующий 1-м Белорусским фронтом генерал-армии Рокоссовский понизил награду до ордена Ленина, которым Кубасов был награждён Указом Президиума Верховного Совета СССР от 3 июня 1944 года.
За овладение городом Волковыск дивизия была награждена орденом Красного Знамени (25.07.1944). Продолжая наступление, её части 6 сентября освободили город Остроленка и перешли к обороне, а с 10 октября вели бои на плацдарме на западном берегу реки Нарев в районе города Рожан. С 26 декабря 1944 года состоял в резерве Ставки ВГК при Высшей военной академии им. К. Е. Ворошилова, затем в апреле 1945 года зачислен слушателем.
За время войны комдив Кубасов был три раза персонально упомянут в благодарственных в приказах Верховного Главнокомандующего.

#### Послевоенное время

Могила на Кунцевском кладбище

После войны с октября 1945 года, окончив ускоренный курс академии, он командовал 166-й стрелковой Краснознаменной дивизией 6-й гвардейской армии ПрибВО, с июля 1946 года исполнял должность начальника штаба 2-го гвардейского стрелкового корпуса. С января 1947 года исполнял должность начальника 4-го, а с марта — 1-го отделов Управления боевой подготовки стрелковых войск. С апреля 1950 года служил в Главном управлении боевой и физической подготовки Сухопутных войск Советской армии в должностях начальника 3-го и 1-го отделов, заместителя начальника по планированию и заместителя начальника Управления боевой подготовки, с мая 1953 года — начальником организационно-планового отдела. С июня 1955 года исполнял должность помощника начальника Главного управления боевой подготовки Сухопутных войск. С апреля 1959 года генерал-лейтенант Кубасов был начальником Управления боевой подготовки общевойсковых соединений Главного управления боевой подготовки Сухопутных войск. 30 января 1963 генерал-лейтенант Кубасов уволен в запас.
После выхода в отставку жил и работал в Москве.
Умер 24 мая 1984 года, похоронен Кунцевском кладбище в Москве.

## Награды

### СССР
- орден Ленина (03.06.1944, 21.08.1953[6])
- четыре ордена Красного Знамени (27.07.1943[7], 24.12.1943[8], 24.06.1948[6], 1957)
- орден Суворова II степени (23.07.1944)[9]
- три ордена Красной Звезды (22.02.1941, 31.01.1942[10], 03.11.1944[6])
  - Медали СССР:
  - «За Победу над Германией в Великой Отечественной войне 1941—1945 гг.»
  - «Ветеран Вооружённых Сил СССР»

Приказы (благодарности) Верховного Главнокомандующего в которых отмечен А. Ф. Кубасов.
- За овладение городом и крупным железнодорожным узлом Волковыск — важным опорным пунктом обороны немцев, прикрывающим пути на Белосток. 14 июля 1944 года № 138
- За овладение городом и крупным промышленным центром Белосток — важным железнодорожным узлом и мощным укрепленным районом обороны немцев, прикрывающим пути к Варшаве. 27 июля 1944 года № 151
- За овладение городом городом и крепостью Остроленка — важным опорным пунктом обороны немцев на реке Нарев. 6 сентября 1944 года № 184

### Иностранные награды
- Медаль «Китайско-советской дружбы» (КНР)

## Почётный гражданин
Кубасов Алексей Федорович был избран почётным гражданином: Краснополье (1982) и Костюковичи (1985)

## Память
- Именем А. Ф. Кубасова названа улица в г. п. Краснополье; в Костюковичском краеведческом музее ему посвящён стенд.